# 1401
| 1401               |
| ------------------ |
| Dødsfald - Fødsler |
|                    |

| Gregoriansk kalender | 1401 MCDI               |
| Ab urbe condita      | 2154                    |
| Armensk kalender     | 850 ԹՎ ՊԾ               |
| Kinesiske kalender   | 4097 – 4098 庚辰 – 辛巳 |
| Etiopisk kalender    | 1393 – 1394             |
| Jødisk kalender      | 5161 – 5162             |
| Hindukalendere       |                         |
| - Vikram Samvat      | 1456 – 1457             |
| - Shaka Samvat       | 1323 – 1324             |
| - Kali Yuga          | 4502 – 4503             |
| Iransk kalender      | 779 – 780               |
| Islamisk kalender    | 803 – 804               |

Regent i Danmark: Margrete 1. 1387-1412 og formelt Erik 7. af Pommern 1396-1439
Se også 1401 (tal)

## Begivenheder
- Margrete træder tilbage som formynder, men fortsætter med nærmest uændret indflydelse til sin død.
- Wittelsbacheren Ruprecht af Pfalz bliver konge i det tysk-romerske rige, en post han besidder til 1410.
- Wennemar Hasenkamp von Brüggeneye afløses af Konrad von Vietinghof som Den Liviske Ordens landemester.
- 24. marts - Den mongolske storkhan Timur Lenk indtager Damaskus.

## Født
- 12. maj - Kejser Shoko af Japan fra 1412 til sin død (dør 30. august 1428).
- Adolf 8. af Holstein, dansk greve (dør 4. december 1459).
- Nikolaus von Kues, tysk kardinal (dør 11. august 1464).
- 27. oktober - Katherine af Valois, senere engelsk dronning (dør 3. januar 1437)
- 21. december - Masaccio, italiensk maler (død i efteråret 1428).

## Dødsfald
- 20. oktober - Fetaljebrødrenes anfører Klaus Størtebeker halshugges (født ca. 1360).